# Косман, Нина Леонидовна
Ни́на Леони́довна Ко́сман (англ. Nina Kossman) — русский и американский двуязычный прозаик, поэтесса, переводчица русской поэзии, редактор, драматург, художница, автор книг на русском и английском языках.

## Биография
Нина Косман родилась 17 декабря 1959 года в Москве в семье лингвиста и биолога. Жила в Израиле, Мексике, США (Вермонте, Калифорнии, Огайо); на 2021 год проживает в Нью-Йорке.

### Детство и семья
Нина Косман эмигрировала из Советского Союза с семьёй в 1972 году. После года, проведённого в Израиле и Риме, приехала в США в 1973 году. Сначала её семья поселилась в Кливленде, потом переехала в Нью-Йорк.
Её отец, Леонид Косман, был филологом, лингвистом, журналистом (в эмиграции) и автором учебников по немецкой фразеологии, английскому языку и грамматике для русскоязычных, эмигрировавшим из России дважды: первый раз — из революционной России в раннем детстве (в 1918) и второй раз - из Советского Союза в 1972 г. В 1941 году ему удалось бежать из Латвии за три дня до оккупации Риги гитлеровской армией. Все оставшиеся члены его семьи, включая жену (Терезу Якоби) и мать (Рут Бренсон), погибли в Холокосте в Риге. Всего, двадцать членов семьи Нины Косман по отцовской линии и двадцать два — по материнской линии погибли в Холокосте. Дед по материнской линии был арестован и расстрелян в 1937 году как «враг народа»; Евгения Яковлевна Штернберг  — бабушка Н. Косман по материнской линии, микробиолог по профессии — была приговорена к сроку в исправительно-трудовом лагере как "член семьи врага народа". Майя Борисовна Штернберг, мать Нины Косман, была биологом, ученицей Д. А. Сабинина, пострадала во время лысенковщины. Прадедом Н. Косман по отцовской линии был Исидор Бренсон, историк балтийской медицины.
Брат: Косман, Михаил Леонидович — поэт (1953, Москва — 2010, Нью-Йорк).

### Карьера
В 1999 году получила одну из наиболее престижных американских наград NEA (National Endowment for the Arts), гранты от Греческого фонда культуры и Общественного благотворительного фонда имени Александра С. Онассиса.
Дважды вошла в состав жюри по присуждению NEA (National Endowment for the Arts), одной из наиболее авторитетных и престижных премий США.
Её стихи и прозу переводили с английского на французский, испанский, иврит, персидский, китайский, итальянский; датский; албанский, греческий и голландский.
Behind the Border (с англ. — «За границей»), её книга о детстве в Советском Союзе, была переведена на японский.
С 2021 года Н. Косман — главный редактор двуязычного литературно-художественного журнала EastWest Literary Forum, который издаётся на русском и английском языках.

### Книги
Художественная проза и поэзия на английском и на русском языках:
- Косман Н.Л. «Оправдание мартышки» — Киев: Друкарський двір Олега Федорова, 2024 — 316 с. — ISBN 978-617-8169-91-6 [37]
- Косман Н. Л. «Царица иудейская» / пер. с англ. А. Милитарёва. — М.: Рипол-классик, 2019. — 318 с. — ISBN 978-5-386-13468-6.
- Косман Н.Л.  «Мисс Нина» 304 стр. Киев: Лаурус, 2019. — 244 с.
- Косман Н. Л. «По правую руку сна» Po Pravuiu ruku sna. Стихотворения. Побережье (Poberezh’e), Филадельфия, 1996. — 82 с. — ISBN 978-0965445405.
- Косман Н. Л. (Коссман Нина) Перебои, Стихотворения. Художественная литература, 1990. Khudozhestvennaya Literatura  —  Москва: 1990. — 109 с.
- Kossman N. Other Shepherds — New York: Poets & Traitors Press, 2020. — 99 стр.— ISBN 978-0-9990737-4-2.
- Kossman N. Gods and Mortals: Modern Poems on Classical Myths, антология — Нью-Йорк: Oxford University Press, 2001.  — 295 с. — ISBN 978-0195133417.
- Kossman N. «Behind the Border» (paperback) — Нью-Йорк: William Morrow, 1994. Harper Collins, 1996. — 94 с. —  ISBN 0-688-14742-9.
- Kossman N. «Behind the Border» на японском Tokyo: Asunaro Shobo, 1994. — 134 с.
- Kossman N. (translator) Poem of the End: 6 Narrative Poems. (Поэма конца. Марина Цветаева. Перевела на английский Nina Kossman).  Shearsman Books, 2021. — 164 стр. —  ISBN 9781848617780.
- Poem of the End: Poems of Marina Tsvetaeva. (Поэма конца. Марина Цветаева.) Перевела на английский Nina Kossman. — Энн Арбор: Ardis Publishers, 1998; Нью-Йорк: Overlook Press; 2004.Нью-Йорк:  Abrams Press, 2009. — 190 с. — ISBN 978-0875011769.
- In the Inmost Hour Soul. Vox Humana. Poems by Marina Tsvetayeva. Перевела на английский Nina Kossman — Клифтон: Humana Press, 1989.

### Избранные стихи в антологиях
- Косман Н. Л Два стихотворения // Антология “Dislocation” (пер. Дм. Манина) Slavica, 2024
- Kossman N.  Стихотворения Н. Косман «Как ягнята» (на англ. «Like lambs», перевод Mary Jane White) // Антология «101 Jewish Poems for the Third Millenium», ред. Nancy Carlson & М. Silverman. Ashland Press, 2020.
- Kossman N. Стихотворения в антологии Litterateur RW, Kerala, India, May 2021.
- Kossman N. Стихотворения Russian Women Modern Poetry in Translation.
- Kossman N. Стихотворения // An Anthology of Contemporary Russian Women Poets. Edited by Daniel Weissbort & Valentina Polukhina. Iowa City: University of Iowa Press, 2005.
- Kossman N.  Стихотворения // Russian Women Poets, Modern Poetry in Translation, No. 20, King’s College, London, 2002.
- Kossman N. Четыре стихотворения // Gods and Mortals: Modern Poems on Classical Myths, антология современной поэзии, основанной на классической мифологии. Oxford University Press: Нью-Йорк, 2001.
- Kossman N. Стихотворения // «Nuestra Voz / Our Voice», Anthologia del Comite de Escritoras del PEN Club Internacional, Салта, Аргентина, 2001.
- Kossman N. Два стихотворения // Антология «The Gospels in Our Image». New York/San Diego: Harcourt Brace, 1995.
- Kossman N. Два стихотворения //  Антология International Women Poets, LIPS, 1993.

### Избранные публикации в журналах на русском языке
- Косман Н. Л. Пять стихотворений в ”Новом журнале” 2025 [38]
- Косман Н. Л. Рассказ “Ученики или клиенты?” in Слово\Word, №125 [39]
- Косман Н. Л. Два рассказa в журнале ”Заметки по еврейской истории”[40]
- Косман Н. Л. В саду родного языка (стихи)// Интерпоэзия, 2023
- Косман Н. Л. Вне любви отчизн (стихи) Эмигрантская лира
- Косман Н. Л. Пять рассказов о детстве в журнале "Радуга" (Киев)
- Косман Н. Л. Цикл о голове //Интерпоэзия 2022
- Косман Н. Л. Воспоминания об исчезнувшем городе. // Журнальный зал. Урал., 2021
- Косман Н. Л. Бабий Яр EastWest Literary Forum, 2021
- Косман Н.Л.  Между пением и тишиной. Интерпоэзия.  2021
- Косман Н. Л. Стихи //Связь времен, 2020.
- Косман Н. Л. Стихи. // Крещатик, 2020.
- Косман Н. Л. Короткая проза // Артикуляция 7, 2020 Артикуляция 11 1
- Косман Н. Л. Восемь рассказов (стр. 118 −140) Нью-Йорк: «Времена», 2020.
- Косман Н. Л. Как сорвать урок. Три рассказа // «Урал», 2019.
- Косман Н. Л. Стихотворения // Артикуляция, 2019.
- Косман Н. Л. Стихотворения // 45-я параллель, 2019.
- Косман Н. Л. Стихотворения Брюссель: Эмигрантская лира, 2019.
- Косман Н. Л. Притчи на русском и на английском // «Двоеточие», 2019.
- Косман Н. Л. «Достоевская страсть к литературе» // Журнальный зал. Homo Legens, 2018.
- Косман Н. Л. Стихи // Новый журнал, 2019.
- Косман Н. Л. «Моя пара» // Волга , № 11-12, 2018.
- Косман Н. Л. Короткая проза // Двоеточие, 2019.
- Косман Н. Л. «Ничего с вашим дедом больше не случится» // «Новый берег», 2018.
- Косман Н. Л. «Кукла» // Новый континент, 2019.
- Косман Н. Л. «Как мой мяч уплыл за границу» // «Новый континент», 2018.
- Косман Н. Л. «Как я взорвалась» // «Новый континент», 2018.
- Косман Н. Л. Рассказ о детстве // Новый континент, 2018.
- Косман Н. Л. Воспоминания // Поэтоград № 30 (338), 2018
- Косман Н. Л. Стихотворения и картины // Средоточие, 2018.
- Косман Н. Л. «Я роботом стала» // Поэтоград № 10 (318), 2018 Читальный зал, 2018.
- Косман Н. Л. Два рассказа // Поэтоград № 30 (338)  2018.
- Косман Н. Л.«Зарисовки» // «Знамя», 2018.
- Косман Н. Л. Стихотворения в прозе // «Зинзивер», 2017.
- Косман Н. Л. Стихотворения и картины // «Литературные известия» № 12 (152), 2017.
- Косман Н. Л. «У меня нет никаких доказательств, кроме этих слов» // Новый берег», 2017.
- Косман Н. Л. Воспоминания о Довлатове Новый берег, 2017.
- Косман Н. Л. Три рассказа // Волга, 2017.
- Косман Н. Л. Стихи // Поэтоград, № 48 (305), Москва  2017.
- Косман Н. Л. Пять рассказов // Homo Legens, 2017.
- Косман Н. Л. Стихи // «45-я параллель» 2017, 2019.
- Косман Н. Л. Рассказ «Мёд» // Крещатик», 2017.
- Косман Н. Л. Два рассказа // Новый континент, 2017.
- Косман Н. Л. Стихи // «Новый континент»
- Косман Н. Л. Стихи и картины // «Мастерская»
- Косман Н. Л. Отрывки из романа Заметки по еврейской истории, 2016.
- Косман Н. Л. Детские рассказы о детстве // журнал Этажи, 2016
- Косман Н. Л. Стихи // Слово/Word», 2016.
- Косман Н. Л. Стихи и картины // Среда, 2016.
- Косман Н. Л. Стихи // «Связь времён».
- Косман Н. Л. Стихи // журнале «Побережье» Филадельфия, 1993, 1994, 1995.
- Косман Н. Л. Стихи в «Новом журнале». Номера: 184—185, 192—193, 1991, 1993, 2018.
- Косман Н. Л. Стихи в журнале «Вестник». Silver Spring, Мэрилэнд. Сентябрь 1991.
- Косман Н. Л. Стихотворения // в семи номерах альманаха «Встречи» (альманах эмигрантской поэзии), Филадельфия. Номера: 1985, 1986, 1992, 1993, 1994, 1996, 1997.

### Избранные публикации стихотворений в журналах на aнглийском языке
- Kossman N. Poems. // Журнал Pratik, Nirala Publications Kathmandu, 2025
- Kossman N. Poems // Kelp Journal // 2024
- Kossman N. About the Pied Piper and His Flute // The Red Wheelbarrow, #16. 2023.
- Kossman N. Three Poems // Atunis, 2023.
- Kossman N. "Valley of Closed Eyes" // Vox Populi, 2022.
- Kossman N. Стихотворения из цикла "Three Poems About a Head": #1 #2,#3 // Vox Populi, 2022
- Kossman N. Стихотворения // Vox Populi 2021.
- Kossman N. Стихотворения // Vox Populi 2021.
- Kossman N. Стихотворения // Vox Populi 2021.
- Kossman N. Стихотворения // Vox Populi 2021.
- Kossman N.  Стихотворение «One by One» // Another Chicago Magazine, 2021.
- Kossman N.  Стихотворения. // Антология русской поэзии на английском // The Cafe Review (The Russian issue). Winter 2021 issue.
- Kossman N. «My Father’s Medals» // Среда.
- Kossman N. Стихотворения // альманах «Среда» Среда, 2020.
- Kossman N. Стихотворения  // «WordCity Monthly». 2020.
- Kossman N. Стихотворения // Eratio Postmodern Poetry. 2020.
- Kossman N. Стихотворения «Flock» // Ekphrastic Review. 2020.
- Kossman N.  Стихотворения // The Classical Outlook, Volume 95, Number 1.
- Kossman N. «Empty Rock». Семь стихотворений  // Live Encounters, янв. 2020.
- Kossman N. «See how they watch you» Семь стихотворений. // Live Encounters, дек. 2019.
- Kossman N. «Lament for Odysseus» Шесть стихотворений // Live Encounters, сент. 2019.
- Kossman N. Стихотворения "Forever and Ever"  "Show Cooled"  "As I Pass Your Jail Door" // Unlikely Stories, 2018.
- Kossman N. Три стихотворения // Trafika Europe, 2018.
- Kossman N.  Цикл стихотворений // «Why NiCHT?» Вена, Австрия. #7, 2018.
- Kossman N.  «Shape of a Whisper» // Contemporary Verse 2. The Canadian Journal of Poetry and Critical Thinking, vol. 38, issue 4. Spring 2016.
- Kossman N. Поэма «Ismul the Boy Warrior» // Modern Poetry Review. Номер 2, Март 2015.
- Kossman N.  Четыре стихотворения. // Gods and Mortals: Modern Poems on Classical Myths. Нью-Йорк: Oxford University Press,  2001.
- Kossman N.  Два стихотворения. //  Virginia Quarterly Review, vol.72, Number 2, 1996.
- Kossman N.  Стихотворения. // The Connecticut Poetry Review, Volume 14, number 1, 1995.
- Kossman N.  Стихотворения. // Prairie Schooner, Volume 70, Number 3, Осень 1996.
- Kossman N.  Два стихотворения. // Quarterly West, No. 40, Лето 1995.
- Kossman N.  Стихотворения. // Orbis, no. 89/90, 1993, Nuneaton, Warwickshire, UK.
- Kossman N.  Стихотворения. // Orphic Lute, Vancouver, Канада, 1993.
- Kossman N.  Стихотворения. // Alea, Number 1, Весна, 1990.
- Kossman N.  Стихотворения. // The New Renaissance, Vol. VIII, No.2, 1989.
- Kossman N.  Стихотворения. // Southern Humanities Review. 1986.

### Избранная короткая проза на английском
- Kossman N. Рассказ ”Forgotten Words" в журнале ”The Mad River”[41]
- Kossman N. Рассказ "A Grand Lady Must be a Hundred Years Old" в журнале ”Cassandra Voices" (2025)[42]
- Kossman N. Рассказ "Forgotten Words" в журнале ”The Mad River” (2024)[41]
- Kossman N. Рассказ "Memories of a Vanished City" в журнале “The Other Side of Hope: Journeys in Refugee and Immigrant Literature” (2023)
- Kossman N. Короткая проза "Lysenko, Enemy of Soviet Science, and a Dissertation Left on a Windowsill" в журнале WordCityLit. 2023
- Kossman N. Рассказ  "About Queen Elizabeth in a Soviet Childhood и притчи Three Parables // Cassandra Voices, Ирландия, 2022
- Kossman N. Притча "Neti-Neti" // Best American Poetry Blog.  2022
- Kossman N. A Pupil's Revenge 2022
- Kossman N. “A Report Card” // The Common
- Kossman N. Рассказ "A Metal Box" // World Literature Today. 2022
- Kossman N. Короткая проза. // Word City Lit. 2022
- Kossman N. Короткая проза «About a Woman Who Was Glad She Was Born a Woman» and «Read Your Book!» // Body. 2020.
- Kossman N.  Рассказы «Doll» and «Mother’s Love» // Word City 2021.
- Kossman N. Рассказ  "Translator" // Apofenie. 2020.
- Kossman N. Рассказ "Ochi" // Mumbermag. 2020.
- Kossman N. Рассказ "A New Year’s Tree or Atheism in Communist Countries" // Mumbermag, 2020.
- Kossman N. Рассказ «Two Dreams about Trump» // Mumbermag, 2020.
- Kossman N.  Рассказ «Story About the Old Wall Rug» // The Ekphrastic Review, 2019
- Kossman N. Короткая проза «I Owe My Life to a Bullet that Pierced My Father’s Skull»; «One Day» ;«One Woman Decided to Stop Going to work» // Unlikely Stories, 2018.
- Kossman N.  Рассказ «Your Students or Your Customers» // PEN America, 2014.
- Kossman N.  Рассказ «Clockwatch». // Tin House, Том 5, номер 3, весна 2004.
- Kossman N.  Рассказ «A Monthly Tea» // Confrontation. No.72/73. Осень 2000.
- Kossman N.  Рассказ // Art Times, июнь 2000.
- Kossman N.  Рассказ «Family Planning» // Michigan Poetry Review,1998.
- Kossman N.  Рассказ «Spring, 1941» // Columbia, номер 29. 1998.
- Kossman N.  Рассказ // Prism International, Vol. 36, No.2. 1998.
- Kossman N.  Рассказы (в переводе на голландский) // Horizon, номер 102, зима 1997-1998; номер 103, лето 1998; номер 104, зима 1998-1999. Бельгия.
- Kossman N.  Рассказ «The Episode». // The Threepenny Review, #71. Осень 1997.
- Kossman N.  Рассказ «Sergeichik» // Wind Magazine, номер 80. 1997.
- Kossman N.  «Spring '41» Pen International, Volume XIV, номер 2, 1995 (победители конкурса UNESCO/PEN Short Story Award). Лондон, 1995.
- Kossman N.  Рассказ «Enmeshed» // Mundus Artium, Volume XV, Numbers 1&2. 1985.
- Kossman N.  Рассказ «Enmeshed 1» // The New Southern Literary Messenger. Ричмонд, Вирджиния. Весна 1985.
- Kossman N.  Рассказ «A Talk, Taped» // Sepia. Корнуолл, Англия. 1985.

### Пьесы
- Kossman N. Пьеса «Foreign Gifts» Asymptote Journal.
- Kossman N.  Пьеса «Водные процедуры»
- Kossman N. Пьеса для детей  «Mirror». Off the Wall Plays.
- Kossman N. Пьеса «Foreign Gifts». Off the Wall Plays.
- Kossman N.  Пьеса «Miracles» была опубликована в сборнике лучших пьес женщин-драматургов, Women Playwrights: The Best Plays of 2000. Smith and Kraus. 2000 Монолог в сборнике монологов «221 One-Minute Monologues for Women». Ред. Capecci, Ziegler Aston.
- Kossman N.  Пьеса для детей «Mirror» была поставлена Spag Bol Productions, Ferny Grove State School, Квинсленд, Австралия, 2018.  Пьеса для детей «Mirror» была поставлена детским театром Moonlit Wings Productions, Вашингтон, 2015.
- Kossman N.  Пьеса «Foreign Gifts» была поставлена «Global Female Voices», Лондон, апрель 2018; The Ventura Court Theatre, Studio City, CA, 1998, 2000.
- Kossman N.  Пьеса «Foreign Gifts» была поставлена студентами театрального факультета, Virginia Tech University, (Политехнический университет Вирджинии), Блэксберг, Вирджиния, 2017.  Одноактные пьесы («From Russia with Gum», «The Road to City Hall», «Foreign Gifts») были поставлены в нью-йоркском The Theatre Studio, 1997—1998. Пьеса «Miracles» была поставлена  в Нью- Йорке, Нью-Джерси (США), Лондоне (Англия), Сиднее (Австралия).

## Критика
Американский литературный критик Синтия Хэвен (англ. Cynthia Haven пишет о Нине Косман в The Bookhaven, в статье, посвящённой её книге (перевод с англ.): 
Двадцать лет назад критик Гарольд Блум написал молодой поэтессе Нине Косман, что в своих «чрезвычайно красноречивых» переводах Марины Цветаевой ей удалось «запечатлеть жаждущее гибели великолепие невероятно одаренного поэта».

Американский поэт Уильям Стэнли Мервин написал, что это «прямые, сильные, слышные переводы», добавив: 
«Я слышу голос Цветаевой, в большей степени, и в новой тональности, проясняющей в ее стихах то, о чем я только догадывался раньше».

Эмма Ли (англ. Emma Lee) пишет в своей рецензии на книгу Косман «Other Shepherds»: 
«Нина Косман родилась в России, пишет на русском и английском языках. Изначально она писала по-русски, потому что „английский был языком, которым я должна была пользоваться во внешнем мире—в школе, в городе и т. д. Мои стихи возникали из внутреннего мира; в том возрасте я сопротивлялась внешнему миру и создавала—возможно, за счет комфортного сосуществования со сверстниками—свой собственный мир“. Темы отчуждения в стихах Цветаевой были близки Нине Косман».

Канадский литературный критик и культуролог Дональд Брекетт (англ. Donald Brackett) пишет о Косман в посвящённой ей статье в Critics at Large (перевод с английского): 
«Отчуждение и ностальгия — это, конечно, дело обычное для большинства изгнанников, но в случае Косман, перемещенной в Америку во время социальных и политических потрясений, эти внутренние состояния, разделяемые поэтессой старшего поколения, потенциально могли ранить или даже уничтожить человека…, особенно если им поддаваться без сопротивления, но, как сама Цветаева так великолепно продемонстрировала, они также могли стать и сырьем для поэзии. Поглощение того, что она называла „смесью из ностальгии, отчуждения и погружения в Цветаеву“, дало Косман толчок к писанию собственных стихов, сначала на русском, несмотря на то, что теперь она теперь жила в английском».

Литературный критик Даниил Чкония пишет в «Эмигрантской лире»: 
«У Нины Косман обращают на себя внимание стихи, в которых сопряжены древнегреческие мифы с современностью, она умело переплетает исторические культурные пласты с событиями нашего времени, создавая свою картину жизни, в её непрерывности и единстве».

Литературный критик и прозаик Алексей Синицын пишет в своей рецензии на её роман «Царица иудейская»: 
… — тонкая и глубокая интеллектуальная проза высокого художественного уровня. … «Замысел и структура романа свидетельствуют о том, что он не просто ладно скроен и крепко сшит, но, что он написан с поистине „нобелевским“ размахом. … Автору удаётся выявить тонкие особенности двусторонней коммуникации единичного и общего, документального и мифологического, исторического и личного, и продемонстрировать ту связь, которая делает судьбу конкретного человека неотделимой от судьбы его народа».
Анна Берсенева, писательница и литературный критик, пишет в газете «Новые известия»: 
«Явление это известно еще с английских произведений Набокова, но с глобализацией всех мировых процессов оно становится все более заметным: авторы, живущие за пределами России с детства, пишут на языках своих стран, их тексты переводятся на русский и становятся явлением русской литературы, в некоторых случаях значимым. Нина Косман — именно такое явление».

Критик Станислав Секретов пишет в рецензии на книгу Косман в журнале «Знамя»: 
«В романе… Нина Косман на разных уровнях сближает, сводит воедино то, что в обществе чаще всего упорно и решительно противопоставляют. Контрасты начинаются уже с биографии автора. Родилась в СССР, но с 1973 года живет в Америке. Ее первый русскоязычный сборник стихов был издан в Москве на излёте перестройки, второй — спустя восемь лет в Филадельфии. Малая проза же печаталась как в российских „Знамени“ и „Волге“, так и в нескольких эмигрантских журналах».
Татьяна Риздвенко, прозаик, поэт и автор критических статей, пишет в своей рецензии на книгу Косман в журнале Союза писателей Москвы «Кольцо «А»»: 
«Роман Нины Косман — не просто увлекательное захватывающее чтение, он говорит о важных вещах. Бесстрашно, с блаженной легкостью затрагивает больные, даже мучительные темы, предлагает совершенно новую оптику. Уже несколько раз к „Царице иудейской“ были применены слова „значимый, значительный“. Соглашусь, и, не желая повторяться, обращусь к электронному словарю синонимов. Вот, бездушная машина не даст соврать. Исторический, общезначимый, историчный, значащий, актуальный, важнейший, основной».

Литературный критик Ольга Бугославская пишет в рецензии на роман Косман: 
«Американская писательница и наша бывшая соотечественница Нина Косман предложила свой вариант истории любви на фоне вражды. Только конфликтующими сторонами в её романе „Царица иудейская“ выступают не семьи, а народы — еврейский и палестинский. С развитием сюжета вскрывается противостояние ещё более общего плана — столкновение реального мира, населённого настоящими, живыми людьми, и мира предрассудков, наполненного одномерными ярлыками и штампами.» Ольга Бугославская. «Мертвые фантомы против живой жизни».

## Выставки
- Dreamscapes (Сновиденные пейзажи) (2011)
- The World According to Deer (Мир по мнению оленя) (2012)
- Ancient Gods in Painting  (2013)
- Metamorphosis of Soul (Метаморфозы души) (2017)
- Ita Est (2018)
- Paintings of Rebirth (2018)
- Dreams of a Refugee  (Сны беженца) (2019)
- Myths and Mirrors(Зеркала и мифы) (2023-2024)

## Галерея
- Битва с последней головой Змея Горыныча
- Death Looks Both Ways, Soldier Boy
- Хронос, после того, как он породил Время, Хаос и Огонь
- The World Without Humans, Humans Without the World
- He with his Head in his Hand
- Monks Celebrate the Feast of St. Francis
- Похищение Европы
- Выхожу один я на дорогу
- Похищение Людмилы
- Shana Tova
- Родители Румпельштильцхена
- Three Sides of Faith
- A Bull Whisperer
- Red Mars
- Reuniuon of Animals and Men
- Tree of Life
- Donation for a Dark Spirit
- Leda and the Swan
- Rendezvous of Two Ants